# Wang Chong
Wang Chong (förenklade kinesiska tecken: 王充, traditionella kinesiska tecken: 王充, pinyin: Wáng Chōng, Wade–Giles: Wang Ch'ung, född 27 e.Kr., död 97 e.Kr., var en kinesisk filosof under Handynastin som utvecklade ett rationellt, sekulariserat, naturalistiskt, och mekanistiskt beaktande av världen och av människor.
Hans främsta verk var Lùnhéng (论衡, "Kritiska uppsatser"). Denna bok finns många teorier relaterad till tidig astronomi och meteorologi. Wang Chong var den första som beskrev en typ av kedjepump som därefter blev vanlig inom kinesisk bevattningteknik. Wang beskrev också noggrant processen för vattnets kretslopp.